# Ciril Jerše
Ciril Jerše, slovenski organist in zborovodja v Argentini, * 5. julij 1891, Selo pri Ajdovščini, † 17. december 1969, Selo pri Ajdovščini.

## Življenje in delo
Nezakonski otrok Gregorja Kandusa in Amalije Jerše se je po končani ljudski šoli izučil za mizarja. Že kot deček se je zanimal za glasbo in se učil igranja na violino. V rojstni vasi je ustanovil tamburaški orkester, v Batujah pa postal cerkveni organist. Med 1. svetovno vojno je služil v avstrijski vojski. Po vojni je kot mnogo primorskih rojakov odšel v Argentino. Novi dom je leta 1924 našel v Paternalu, mestnem predelu Buenos Airesa. Tu se je posvetil gojenju slovenske pesmi in že naslednje leto ustanovil moški pevski zbor, ki je postal zbor tedaj ustanovljenega Delavsko kulturnega društva Ljudski oder. Pod njegovim vodstvom je v Argentini prvič zadonela slovenska zborovska pesem. Bil je zborovodja še pri Slovenskem prosvetnem društvu, ki se je kasneje preimenovalo v Slovenski dom in pri Slovenskem podpornem društvu, ki je nastalo iz Gospodarsko podpornega društva.
Ko je marca 1936 prišel v Argentino duhovnik Janez Hladnik je Jerše postal njegov organist,   prevzel pa je tudi skrb za petje. Vodil je štiri zbore, dekliškega, ki je pel pri nedeljskih mašah. Moški zbor je pel žalne pesmi pri mašah za umrle in na pokopališčih. Mešani zbor sestavljen iz prvih dveh je pel ob velikih praznikih. Četrti zbor je bil avellandski mešani zbor. Na Avellandi so živeli Prekmurci in med njimi je Jerše ustanovil mešani pevski zbor, ki je dal tudi pobudo za ustanovitev društva Slovenska krajina. V Buenos Airesu je Jerše ustanovil še  tamburaški orkester. Čeprav je bil glasbeni samouk je kot glasbenik veliko napravil za svoje rojake v Argentini. Ko sta mu umrli hčerka in žena se je nekaj let pred smrtjo vrnil v rojstni kraj.